# Fasoula (Bezirk Limassol)
Fasoula (griechisch Φασούλα) ist eine Gemeinde im Bezirk Limassol in der Republik Zypern. Bei der Volkszählung im Jahr 2021 hatte sie 735 Einwohner.

## Lage und Umgebung

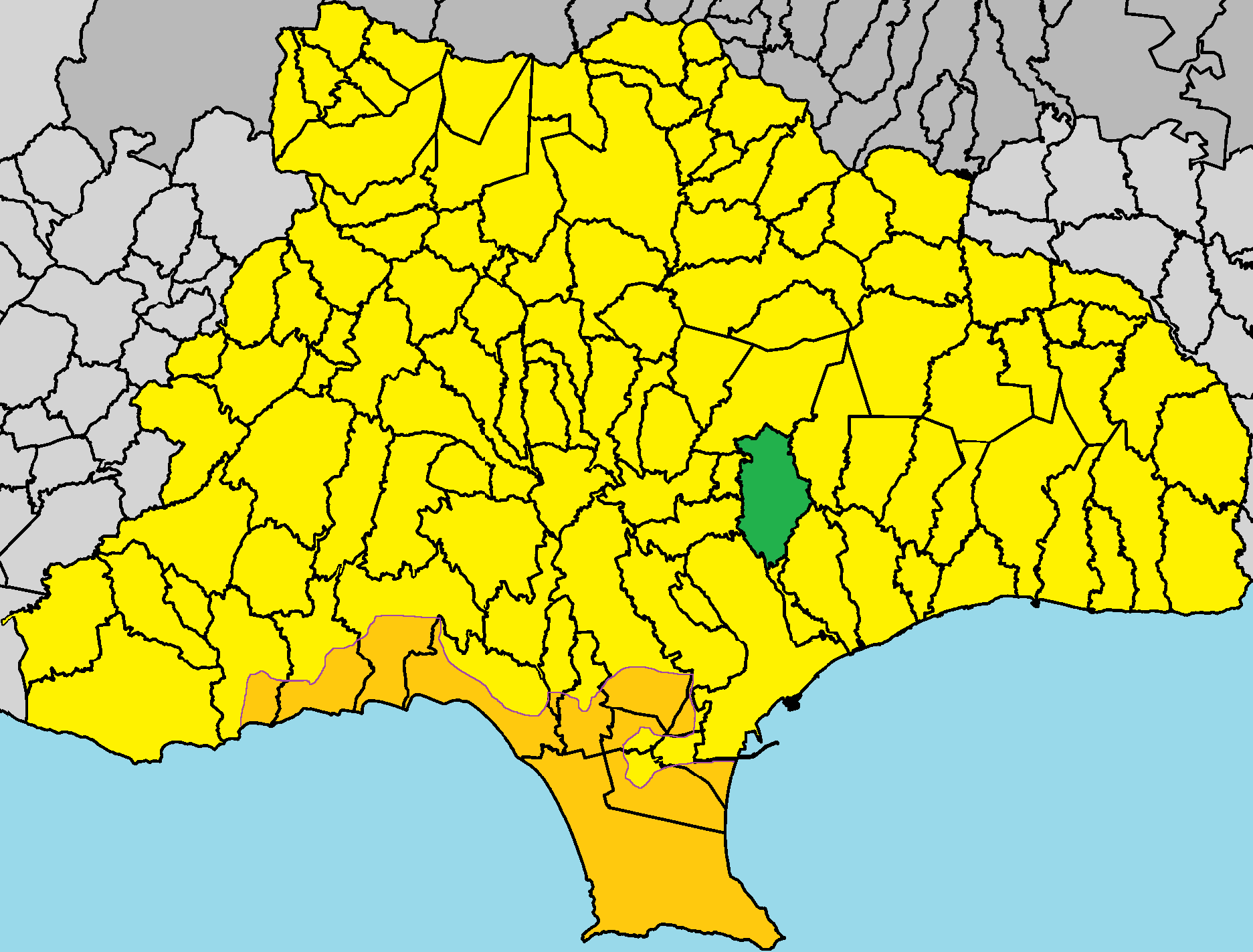
Lage im Bezirk Limassol

Fasoula liegt im Süden der Mittelmeerinsel Zypern auf einer Höhe von etwa 365 Metern, etwa 7 Kilometer nördlich von Limassol. Im Dorf werden Johannisbrot, Mandeln, Oliven, Getreide und einige Zitrusfrüchte angebaut. Das etwa 15,3 Quadratkilometer große Dorf grenzt im Süden an die Städte Agios Athanasios und Mesa Gitonia, während es im Nordwesten an die Hauptstadt des Bezirks Limassol grenzt. Im Westen grenzt es an die Gemeinden Palodia und Spitali, im Norden an Apsiou und im Osten an Mathikoloni.

## Geschichte
Das Dorfgebiet ist wohl bereits seit der Antike besiedelt. Die Siedlung Fasoula existierte seit dem Mittelalter. Auf alten Karten ist es mit den Namen „Fasula“ und „Pasula“ gekennzeichnet. Im Südwesten des Dorfes, auf einem Gipfel in einer Entfernung von etwa 800 Metern, gab es einen Lavranos Zeus geweihten Tempel. Dieser Gipfel ist heute als „Moutti tou Dkia“ („Gipfel des Jupiter“) bekannt. Auf ihm wurden Inschriften gefunden, die alle auf den Sockeln von Statuen eingraviert waren, die Lavranos Zeus gewidmet waren. Sie stammen aus dem 2. Jahrhundert n. Chr. Das Gebiet von Fasoula scheint eine der letzten Hochburgen des Heidentums auf der Insel gewesen zu sein.